# Minnesstenen Norges tack

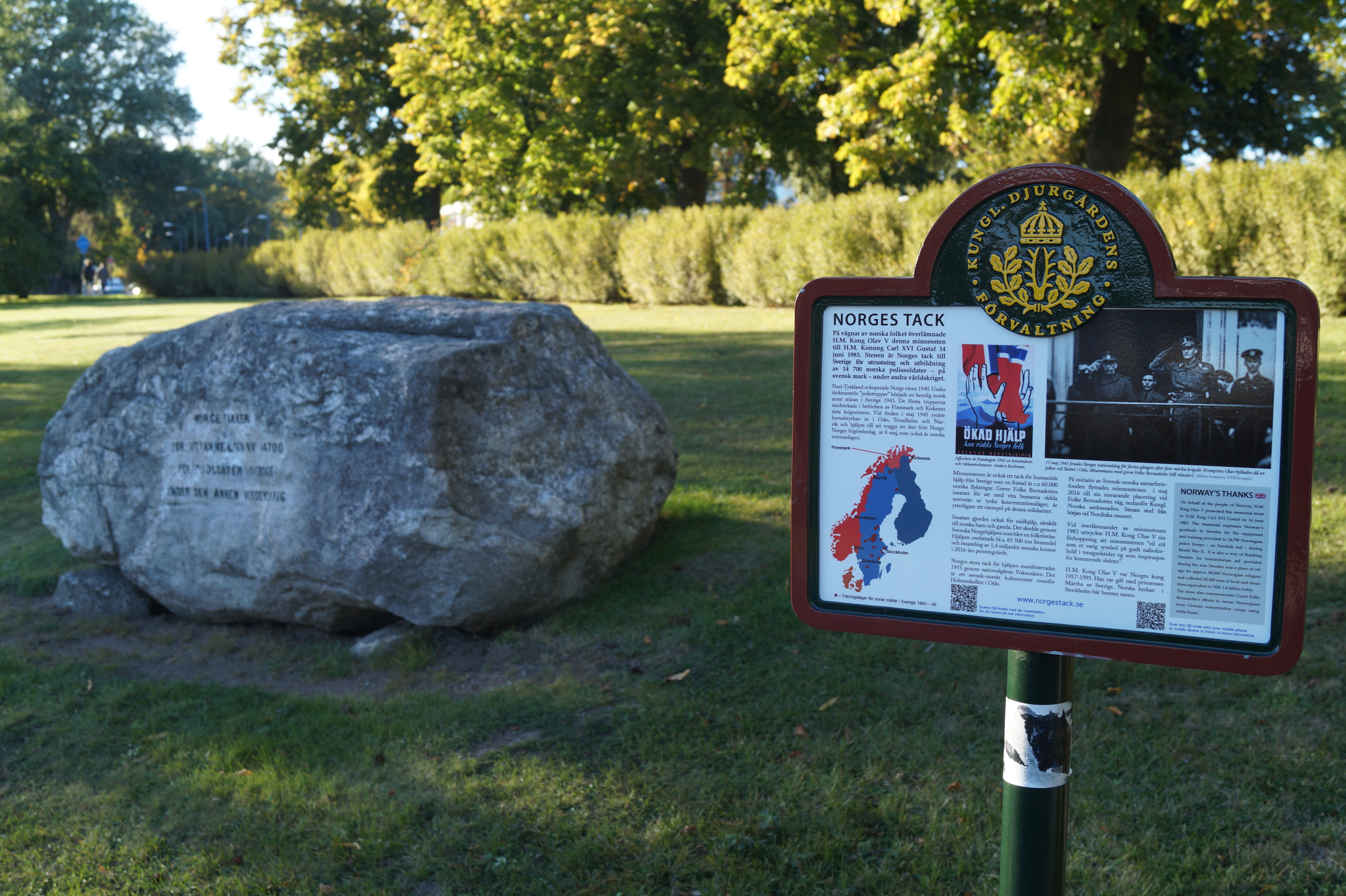
Minnesstenen Norges tack.

Minnesstenen Norges tack är ett minnesmärke i form av en stor sten som är belägen på Djurgården i Stockholm. Minnesstenen överlämnades den 14 juni 1983 av Norges kung Olav V till Sveriges kung Carl XVI Gustaf som ett officiellt tack från Norge till Sverige för att Sverige och den svenska befolkningen hjälpte Norge under andra världskriget då det var ockuperat av Nazi-Tyskland under åren 1940–1945. En del i hjälpen var att på svensk mark utrusta och utbilda en norsk armé under åren 1943 till 1945. Armén hade täckmanteln polistrupperna och omfattade 15 000 soldater. 

## Historik
Initiativtagare till minnesstenen var kommendör Kåre Berg, som var försvarsattaché på Norges ambassad i Stockholm under åren 1981–1983.
Anledningen till att minnesstenen överlämnades just 1983 var att det då var 40 år sedan det första träningslägret av polissoldater upprättades under ledning av Harry Söderman – ”Revolver-Harry”.
Vid överlämnandet av minnesstenen framförde kung Olav ett stort tack till Sverige. Det gällde inte bara för utbildningen av polissoldaterna, utan även för de humanitära insatser som Sverige och svenska befolkningen gjorde under kriget, exempelvis mottagandet av cirka 60 000 norska flyktingar och insamlingen Svenska Norgehjälpen. I sitt tal framhöll kung Olav också greve Folke Bernadotte och hans insatser för att med de vita bussarna rädda tusentals norrmän ut ur tyska koncentrationsläger. Kung Olav framförde också ett tack till publicisterna Torgny Segerstedt och Ture Nerman för deras stöd för den norska frihetskampen.

## Om stenen och återinvigning
Stenen väger cirka 15 ton och är cirka 3 meter bred och 1,5 meter hög. Den kommer från Vassfaret och området kring Bukollen, ett fjäll i Flå kommun som ligger cirka 12 mil nordväst om Oslo. Vassfaret var en viktig bas för den norska motståndsrörelsen under andra världskriget.
Ursprungligen placerades minnesstenen 1983 i Galärparken, bakom Nordiska museet i Stockholm. Efter drygt 30 år var minnesstenen i behov av en renovering. Årtionden av skiftande väderlek hade tärt på bland annat minnesmärkets text. Under åren hade det även skett förändringar i Galärparken, vilket medförde att den blev anonym.
På initiativ av Svensk-norska samarbetsfonden, och efter godkännande av kung Carl XVI Gustaf, flyttades minnesstenen i maj 2016 till sin nuvarande placering vid Folke Bernadottes väg i Stockholm, nedanför Norges ambassad i Stockholm. En återinvigning ägde rum den 29 maj 2016 i närvaro av bland annat ÖB Micael Bydén och greve Bertil Bernadotte, son till Folke Bernadotte. Vid återinvigningen deltog också norska krigsveteraner som utbildats i Sverige under åren 1943–1945.
Med anledning av återinvigningen av minnesstenen i maj 2016 har Svensk-norska samarbetsfonden utgivit en bok som berättar om minnesstenen, bakgrunden till minnesstenen och kung Olavs tal vid överlämnandet 1983 samt den nya placeringen på Folke Bernadottes väg i Stockholm. Boken är författad av journalisten Anders Johansson och direktören Mats Wallenius.

### Bok om minnesstenen
- Wallenius, Mats; Johansson Anders (2016). Norges tack till Sverige: svek, samverkan och solidaritet över Kölen 1940-1945. Stockholm: Svensk-norska samarbetsfonden. Libris 19935472. ISBN 9789198216417